# 오우치 모리하루
오우치 모리하루(大内盛見)는 무로마치 시대 전기의 무장이자 슈고 다이묘이다. 무로마치 막부의 상반중(相伴衆)이자 스오(周防) ・ 나가토(長門) ・ 부젠(豊前)의 슈고를 지냈다. 오우치 씨(大内氏) 제11대 당주로 오우치 히로요(大内弘世)의 아들이며 형으로 요시히로(義弘), 미쓰히로(満弘), 동생으로 히로시게(弘茂), 미치나오(道通, 히로미치라고도 읽는다) 등이 있었다. 아들로는 노리히로(教弘), 노리유키(教幸), 모리모치(盛持) 등이 있었다.
조선왕조실록에는 다다량덕웅(多多良德雄)이라는 이름으로 등장하며, 다다량은 오우치 씨의 혼세(本姓), 덕웅은 모리하루 자신의 출가 법명이다(후술).

## 생애
덴주(天授) 3년/에이와(永和) 3년(1377년), 오우치 히로요의 여섯째 아들로 야마구치(山口)에서 태어났다. 오에이(応永) 3년(1396년)에 규슈 단다이(九州探題) 시부카와 미쓰요리(渋川満頼)에 맞서 쇼니 사다요리(少弐貞頼) ・ 기쿠치 다케토모(菊池武朝)가 반란을 일으키자 둘째 형 미쓰히로와 함께 규슈(九州)로 출진하였다.
오에이 6년(1399년), 무로마치 막부에 맞서 오에이의 난(応永の乱)을 일으킨 맏형 요시히로가 막부군과의 전투 끝에 전사하였다. 당시 그는 형의 명령으로 스오의 수비를 맡고 있었는데, 형의 유지를 이어받아서 3대 쇼군(将軍) 아시카가 요시미쓰(足利義満)에 대한 저항과 오우치 씨의 가독 상속을 계획하였다. 한편 형과 함께 오에이의 난에 참가하였던 모리하루의 동생 ・ 히로시게는 형의 전사와 동시에 막부에 항복했고, 요시미쓰에게 신하가 되어 그 후원을 얻어 형의 뒤를 잇고자 했고, 이에 모리하루와 히로시게 사이에는 후계자 다툼이 벌어지게 된다.
오에이 7년(1400년) 히로시게가 스오 ・ 나가토로 내려가자 모리하루는 그에 맞서 패하고 일단 분고(豊後)로 물러났다. 히로시게는 슈고로써 스오 국내의 평정에 착수하였으나, 이듬해 오에이 8년(1401년)에 히로시게의 유수(留守)를 틈타 반격에 나선 나가토 시타야마 성(長門下山城)에서 히로시게를 쓰러뜨리고 히로시게의 뒤를 이은 또 한 명의 동생 미치나오도 함께 죽은 가운데, 아키(安芸) ・ 이와미(石見)로 진격하여 미치나오를 지원하고 있던 고쿠진추(国人衆)들도 항복시키고, 오우치의 가독을 장악하였다. 거듭 미치나오의 보좌를 기대하고 있던 오우치 미치요(大内満世, 미쓰히로의 아들)도 모리하루에게 항복해버렸다. 아시카가 요시미쓰는 모리하루에게 대항할 만한 인물을 모두 잃고, 쇼니씨(少弐氏) ・ 기쿠치씨(菊池氏)의 공격을 받고 있는 규슈 단다이 시부카와 미쓰요리의 지원에 착수할 필요성도 있었기 때문에 하는 수 없이 오에이 11년(1404년) 모리하루의 가독 상속을 추인했고, 그에게 스오 ・ 나가토 슈고직을 안도한다. 그러나 오에이 10년 4월 28일에 「스오 ・ 나가토의 흉도」(周防・長門凶徒)로써 치벌(治罰)을 명하는 어판어교서(御判御教書)를 내려 토벌 대상으로 삼았던 모리하루의 토벌에 결국 실패한 것은 요시미쓰에게 있어서는 굴욕이었으며, 모리하루도 요시미쓰가 살아있는 동안에는 한 번도 교토로 가지 않았다. 한편 오에이 13년(1406년) 무렵에 출가하여 덕웅(徳雄)이라 호하였다.
이후 막부로부터 규슈의 경영에 힘을 쏟아 오에이 15년(1408년) 분고 슈고직으로도 임명되기도 하였다. 한편 이 해에 아시카가 요시미쓰가 병으로 사망하고, 이듬해인 오에이 16년(1409년), 모리하루는 상경하여 교토에 머무르며 상반중(相伴衆)으로써 막부 정치에 참가하는 등 막부에 중용되었다. 오에이 32년(1425년), 규슈 단다이 시부카와 요시토시(渋川義俊)가 쇼니 미쓰사다(少弐満貞) ・ 기쿠치 가네토모(菊池兼朝) 등에게 패하자 모리하루는 스오로 돌아가 규슈로 내려와 쇼니 미쓰사다를 패배시키고 반란을 평정하였다.
쇼니 미쓰사다를 쳐부순 모리하루는 쇼초(正長) 원년(1428년) 요시토시의 종제(従弟)로 새로이 규슈 단다이를 넘겨받은 시부카와 미쓰나오(渋川満直)를 도와 규슈의 세력 확대에 힘을 쏟았으며, 에이쿄(永享) 원년(1429년) 다시 한 번 교토로 가서 신임 쇼군이 된 아시카가 요시노리(足利義教)를 뵙고, 지쿠젠(筑前)이 막부의 어료소(御料所)가 되고 모리하루 자신은 지쿠젠의 대관(代官)으로 임명되었다. 그러나 쇼니 미쓰사다(少弐満貞)나 오토모 모치나오(大友持直)와 지쿠젠 영유를 놓고 적대관계가 되었고, 규슈에 원정하여 두 집안과 싸웠으나, 에이쿄 3년(1431년) 지쿠젠 국의 이토 군(怡土郡)에서 전사하고 말았다(모리하루의 전사 장소에 대해서는 이토 장怡土荘이라는 설과 후카에 장深江荘이라는 설이 있다). 향년 55세였다. 모리하루 사후, 조카인 오우치 모치요(大内持世) ・ 모치모리(持盛) 형제가 후계자 자리를 놓고 다툼을 벌였고, 모치요가 가독을 잇게 되었다.
한편 오토모 모치나오 등의 반란을 중대하게 판단한 6대 쇼군 아시카가 요시노리는 아키 등 인근의 고쿠진(国人)들에게 규슈로 병력을 낼 것을 명령했고, 다케다 노부시게(武田信繁) ・ 고바야카와 노리히라(小早川則平, 고바야카와 씨) ・ 고노 미치히사(河野通久) 등이 규슈로 가서 모치나오 등과 교전하였다. 애초에 아시카가 요시노리도 오우치 씨의 힘이 강성해지는 것을 경계하여 오토모 모치요와의 화의를 검토하기도 했고, 이에 대해 모리하루로부터 이의가 제기되기도 했었다. 하지만 모리하루가 돌연 전사함으로써 오토모 씨(大友氏)와의 화의 문제는 흐지부지되었고, 문제는 오우치의 다음 당주가 된 모치요 이후로까지 이어지게 된다.
문인으로써의 재능도 뛰어나서 교토 5산(京都五山)의 승려들과도 교류하며 선 수행을 닦았고, 오에이 25년(1418년)부터 에이쿄 3년에 걸쳐 우사 신궁(宇佐神宮)의 조영에도 손을 댔으며, 고류지(興隆寺)에 공양회(供養会)를 여는 등 문화적 업적을 남겼다. 또한 조선과도 통교하여 조선의 좌정승 하륜(河崙)에게 글을 올리거나 태조 이성계의 사망에 대해 조문을 보내기도 했고 조선 조정에 관음보살의 그림을 바치고 《대장경》, 《대반야경》의 인쇄본이나 범종을 구해 가기도 했다. 조선측 기록에는 그의 관직을 삼주자사(三州刺史) 또는 주(周)·장(長)·풍전(豊前) 삼주 도독(三州都督)라고 표현하고 있다.

## 모리하루로부터 이름자를 받은 인물
- 오우치 모리키요(大内盛清) - 모리하루 자신의 서형(庶兄)인 히로마사(弘正)의 아들로 모리하루에게는 조카가 되며, 이후 모리키요의 자손들은 레이제이 씨(冷泉氏)를 칭하였다.
- 고바야카와 모리카게(小早川盛景)

## 참고 문헌
- 佐藤和彦、錦昭江、松井吉昭、櫻井彦、鈴木彰、樋口州男共編『日本中世内乱史人名事典』新人物往来社、2007年5月。NCID BA81884925。
- 利重忠『名族大内氏の盛衰』新人物往来社、1993年3月。全国書誌番号:93034120。ISBN 4-404-01984-X。NCID BN09348774。
- 平野邦雄、瀬野精一郎『日本古代中世人名辞典』同成社、2006年11月。全国書誌番号:21131689。ISBN 4-642-01434-9。NCID BA78991053。
- 藤井崇「盛見期の大内氏分国支配システム」『ヒストリア』201号、2006年。
  - 改題・改稿 藤井崇「足利義満と大内盛見」「盛見期の分国支配」『室町期大名権力論』吉川弘文館〈同成社中世史選書(14)〉、2013年。全国書誌番号:22348379。ISBN 978-4-88621-650-2。